# Хариберт II
Хариберт II (ок. 614 — ранее 8 апреля 632) — король франков в 629—632 годах из династии Меровингов.
Имя Хариберт происходит от франкского «Блистающий в войске».

## Биография

### Попытка Хариберта захватить королевство
Родителями Хариберта II были Хлотарь II и Сихильда. После смерти отца он при поддержке своего дяди по материнской линии Бродульфа сделал попытку захватить королевство, но его попытка имела мало успеха, так как он, по словам Фредегара, был прост умом. Бродульф же был убит герцогами Амальгаром и Арнебертом и патрицием Виллебадом по приказу Дагоберта I.

### Королевство Хариберта

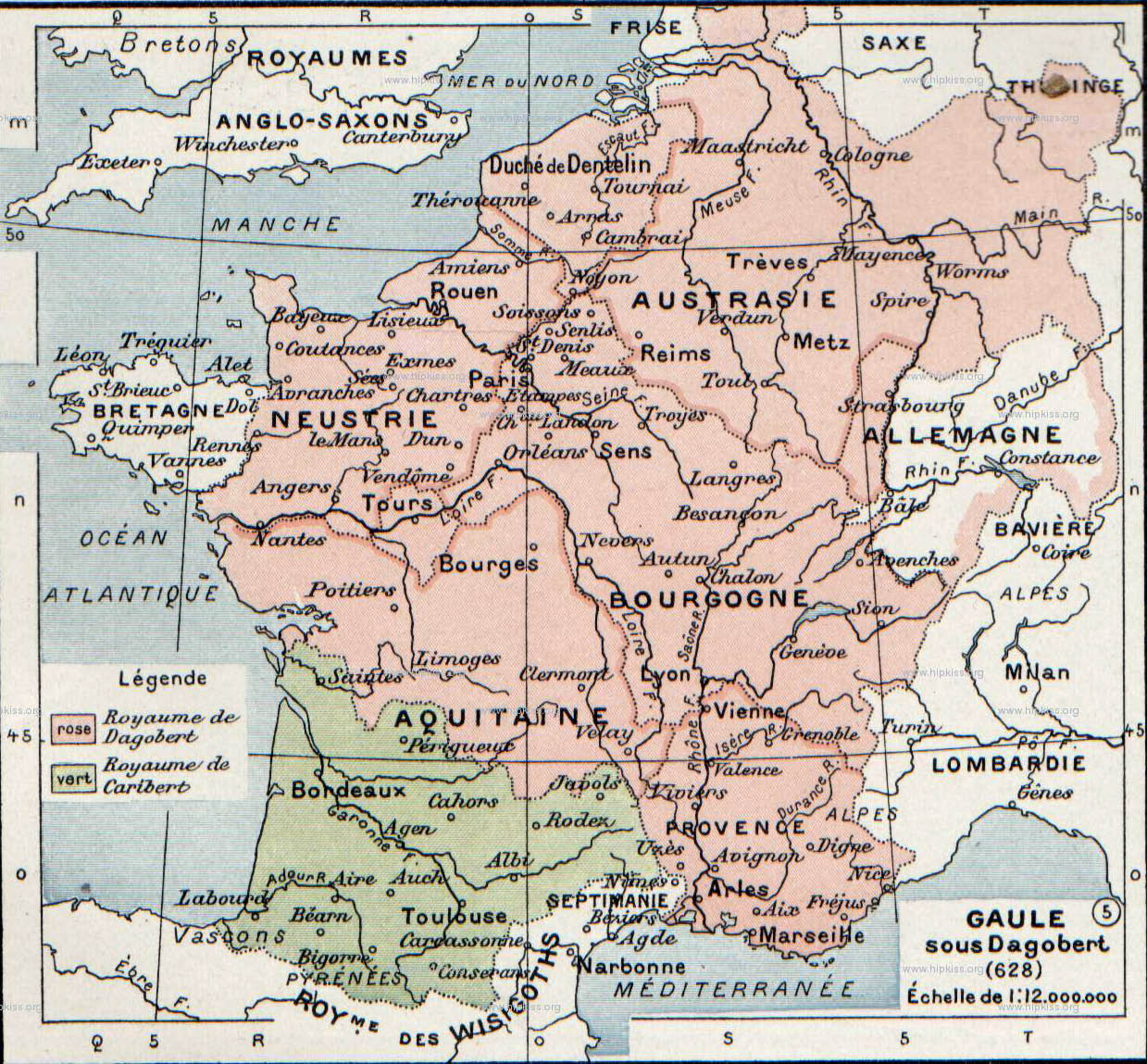
Королевство Хариберта II изображено зелёным цветом

Однако в дальнейшем Дагоберт I, по чьему-то доброму совету, выделил брату страну на юг от Луары до Пиренеев, заключающую в себя округа городов Тулузы, Каора, Ажена, Сента и Перигё, с условием, чтобы Хариберт никогда не делал притязаний на королевство их отца. Эти земли были пожалованы ему вместе с достаточным содержанием для его двора. Своей столицей Хариберт сделал Тулузу. В 632 году его армия разбила басков и покорила всю Васконию. Эти земли были присоединены к владениям Хариберта, что значительно увеличило его королевство.

### Смерть Хариберта

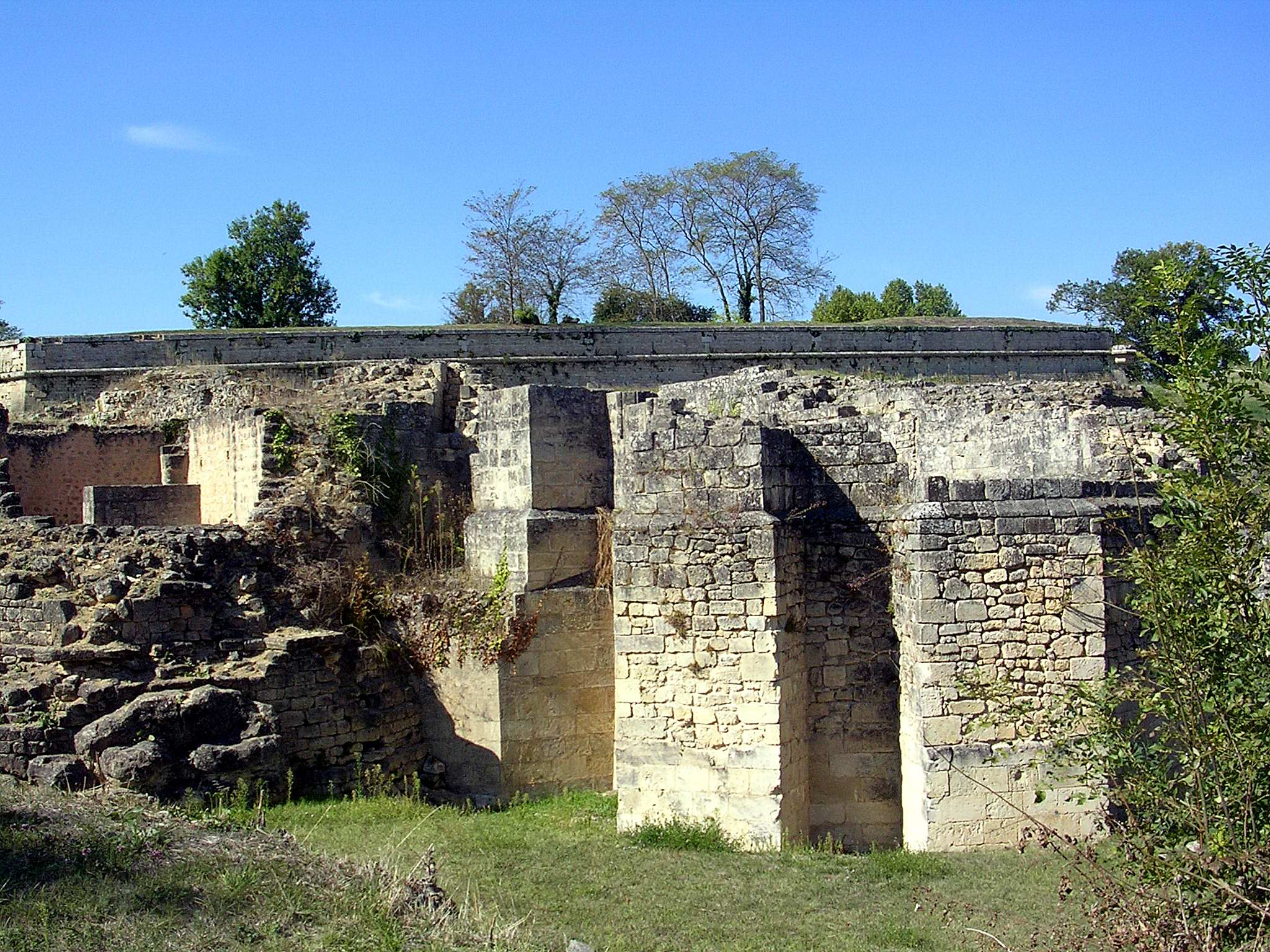
Руины аббатства Святого Романа в Блай, Жиронда, где был похоронен Хариберт II

В дальнейшем между братьями сохранялись добрые отношения, и Хариберт даже был крестным отцом Сигиберта, сына Дагоберта I.
Хариберт умер ранее 8 апреля 632 года в Блай (возможно, был убит по приказу Дагоберта). Он оставил малолетнего сына по имени Хильперик, который ненадолго пережил его. Говорили, что в его убийстве были замешаны приближённые франкского короля. Дагоберт I сразу взял под свою власть все королевство Хариберта, включая Васконию, и приказал герцогу Баронту взять казну Хариберта и доставить ему. Однако известно, что бо́льшая её часть пропала из-за обмана Баронта, а часть сокровищ расхищена.